# Escolanía del Recuerdo
La Escolanía del Colegio Nuestra Señora del Recuerdo, también conocida como la Escolanía del Recuerdo pertenece al colegio del mismo nombre de la capital de España. Se trata de uno de los coros de niños cantores más antiguos de Madrid, conocido fundamentalmente por sus conciertos de Navidad y por colaborar en las óperas que requieren voces blancas. 
La Escolanía pertenece a la Federación Internacional de Pueri Cantores y ha realizado giras artísticas por todas las provincias de España, casi todos los países de Europa, Israel y Japón. Por su labor a favor de los niños le fue concedida la Medalla de Oro del UNICEF. 
El pianista reciente profesional, Pablo Garrido, pianista y organista de la escolanía, además de sus estudios de ingeniería y maestro.
La Escolanía está formada por unos setenta niños, de ocho a catorce años, procedentes del Colegio. Mientras realizan los cursos escolares de Primaria y los primeros de Secundaria, los niños ensayan y comienzan estudios de música. Su fundador y director hasta el año 2007 fue César Sánchez. A partir de 2007, está dirigida por David González Tejero.

## Actividades
El repertorio específico de la Escolanía se presenta normalmente en conciertos y se compone especialmente de obras folklóricas, villancicos de distintos países, polifonía clásica y canto gregoriano. Asimismo, participa en las celebraciones litúrgicas y las plegarias comunitarias que se realizan en la iglesia del colegio y tiene un repertorio muy extenso que los niños y niñas aprenden desde pequeños. Este repertorio consta de más de 100 canciones.
Sin embargo, es conocida fundamentalmente por colaborar, en las obras sinfónicas y de ópera que requieren coro de niños, con la Orquesta Sinfónica y Coro de RTVE, la Orquesta Nacional de España o la orquesta del Teatro Real o el Teatro de la Zarzuela de Madrid. 
Ha actuado en numerosos programas de radio y televisión. Participó en la inauguración del Auditorio Nacional y ha colaborado también con otras orquestas de distintos países como la Orquesta Sinfónica de Tokio, la Royal Chapelle de París o la Orquesta y Coro de la Radio y Televisión de Belgrado. Asimismo, ha colaborado en la banda sonora de películas o con músicos pop como Nacho Cano.
El 23 de noviembre de 2010 presentaron el "christmas" musical de Unicef 2010, en el que versiona la canción de ABBA "Chiquitita" acompañada por Amaia Montero. La recaudación de la venta de este christmas musical fue íntegramente para la fundación.

## Repertorio principal
Entre las obras más habituales se encuentran la Pasión según San Mateo y el Oratorio de Navidad de Johann Sebastian Bach; la Tercera y Octava Sinfonías de Mahler; la Pasión de Penderecki; los Carmina Burana de Carl Orff; el Psalmus Hungaricus de Zoltán Kodály; la Perséphone de Stravinsky; la Cantata de Navidad de Arthur Honegger; las Vísperas de Monteverdi; la Sinfonía de la primavera y El Hijo Pródigo de Britten; el Niño y los sortilegios de Ravel; el Judas Macabeo de Haendel; el Canto de los Bosques de Shostakovich o la Atlántida de Falla. Entre las producciones operísticas en las que colabora, se cuentan Werther, Turandot, Tosca, Mefistófele, Fausto, Carmen, La Gioconda, Sor Angélica, Boris Godunov, La Bohème, Fedora, La Dama de Picas o El gato montés.

## Discografía reciente
- Brava Berganza! - A Birthday Tribute - Deutsche Grammophon, 2005.
- Massenet: Werther, Etc - Gala, 2007.
- Amaia Montero - Chiquitita, 2010.